# Rudolf Singule
Rudolf Wilhelm von Singule (Pola, 8 aprile 1883 – Brno, 2 maggio 1945) è stato un militare austro-ungarico particolarmente distintosi nel corso della prima guerra mondiale dove fu decorato con la Croce di Cavaliere dell'Ordine militare di Maria Teresa e la Medaglia d'onore al valor militare in oro. Dopo l'annessione di parte della Cecoslovacchia entrò a far parte della Kriegsmarine tedesca, e durante il corso della seconda guerra mondiale, con il grado di Korvettenkapitän der reserve si distinse in Italia, e a Kiel.

## Biografia

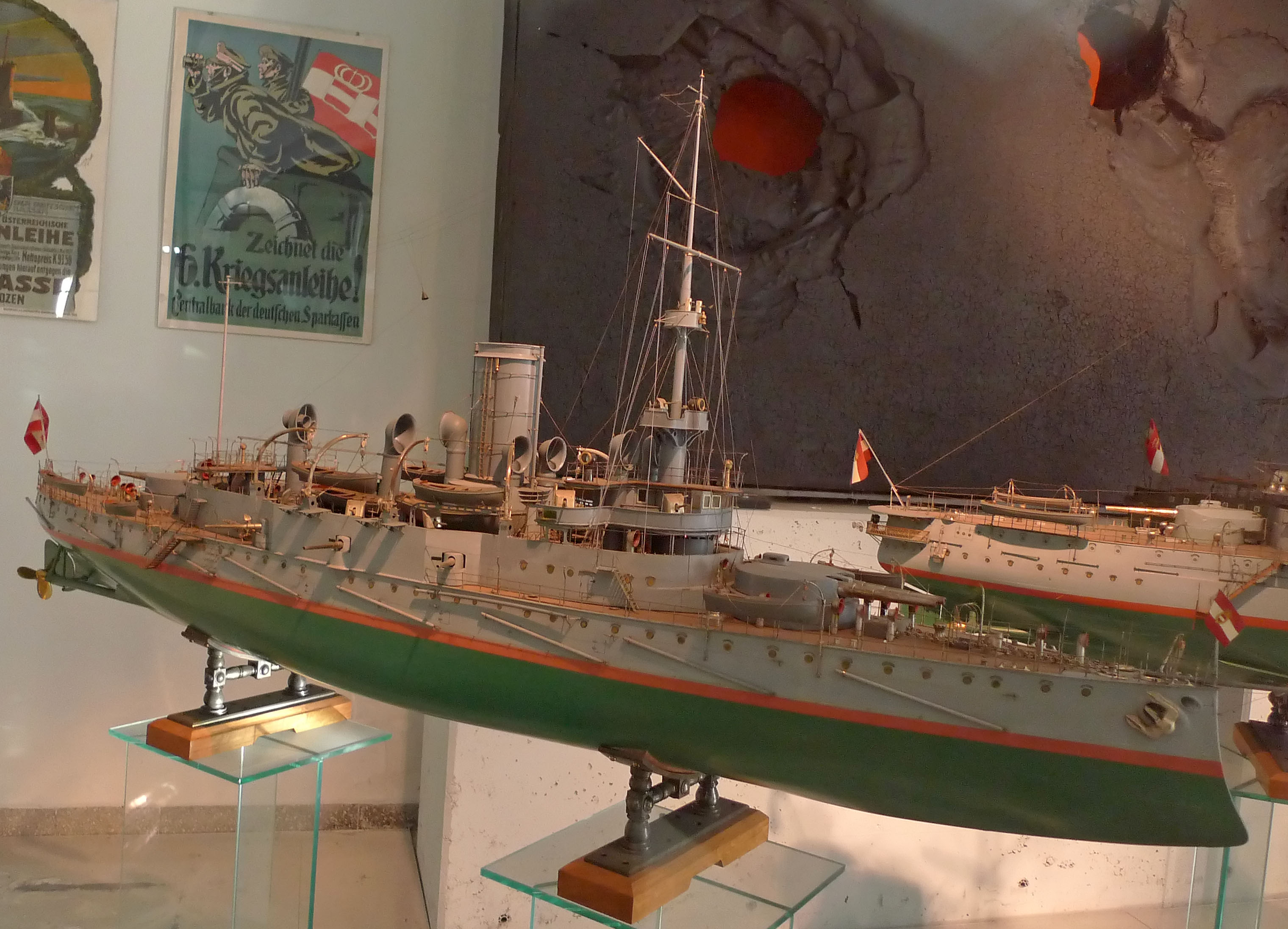
Un modello della nave da battaglia classe Monarch SMS Budapest (1896) in scala 1:50 esposta presso lo Heeresgeschichtliches Museum di Vienna.

Nacque a Pola l'8 aprile 1883, figlio di un commissariato aggiunto presso la locale base navale. Entrato a far parte della k.u.k. Kriegsmarine il 28 giugno 1901 si diplomò presso l'Accademia Navale di Fiume, da cui uscì con il grado di seekadet di 2ª classe. Prestò servizio dapprima sulla nave da battaglia Budapest nel Mar Mediterraneo orientale, poi sul piccolo incrociatore protetto Aspern in Asia orientale e infine sulla nave da battaglia Wien. Nel 1909 fu trasferito presso la nuova base per sottomarini di Pola con il grado di fregattenleutnant, dove prestò servizio fino al 1º maggio 1911 quando fu promosso linienschiffsleutnant. Il 21 settembre 1912 assunse il comando del sottomarino U-4, che fu costruito per la Marina austro-ungarica presso i cantieri Germaniawerft di Kiel. Comandò tale unità fino al 7 luglio 1913, quando ritornò nuovamente in servizio presso la base dei sottomarini di Pola dapprima come comandante della torpediniera TB-32 e della stazione siluri di Pola, e poi come comandante della TB-78, incarico che ricoprì fino al 5 aprile 1915, senza mai essere entrato in contatto con il nemico.
Il 9 dello stesso mese, in piena prima guerra mondiale, riassunse per la seconda volta il comando del sottomarino U-4, con il quale divenne uno dei comandanti di sottomarini di maggior successo della K.u.k. Kriegsmarine. Il 9 giugno 1915 attaccò e danneggio al largo di San Giovanni di Medua l'incrociatore leggero britannico Dublin. L'unità britannica riuscì a tornare a Brindisi con i propri mezzi, ma poi dovette essere rimandata in Gran Bretagna per completare le riparazioni. La mattina del 18 luglio attaccò e affondò al largo di Ragusa l'incrociatore corazzato italiano Giuseppe Garibaldi, nave di bandiera del contrammiraglio Eugenio Trifari comandante della 5ª Divisione navale. A metà del maggio 1917 l'U-4 prese parte all'attacco alla barriera di Otranto, e in quello stesso mese affondò la nave trasporto truppe italiana Perseo. Complessivamente durante il corso del primo conflitto mondiale affondò un incrociatore corazzato da 7.234 tsl, e 15 navi mercantili per un totale di 15.450 tsl, inoltre danneggio un incrociatore leggero da 5.400 tsl, e 2 navi mercantili per un totale di 3.535 tsl, catturando anche due navi mercantili.
Il 30 novembre 1917 lasciò il comando dello U-4 e fu nuovamente trasferito alla base sottomarina di Pola, dove condusse i corsi per l'utilizzo dei siluri a bordo della sulla nave scuola Panther fino alla fine del conflitto. Dopo la guerra prese residenza a Brno, in Cecoslovacchia, entrando brevemente in servizio nell'esercito, e poi lavorando per una compagnia di assicurazioni pensionistiche, sentendosi appartenente alla cosiddetta minoranza tedesca dei Sudeti. Su decisione del Capitolo dell'Ordine Militare Maria Teresa gli fu inizialmente assegnata la Medaglia d'oro al coraggio per ufficiali che, dopo la presentazione di ulteriori documenti, fu trasformata nella concessione della Croce di Cavaliere dell'Ordine militare Maria Teresa avvenuta il 21 dicembre 1929. Tale concessione includeva anche l'elevazione al titolo nobiliare di barone da parte della monarchia in esilio, che non era più giuridicamente giustificabile. Dopo l'annessione di parte della Cecoslovacchia divenne cittadino della Germania nazista.
Nel settembre 1939, dopo l'inizio della seconda guerra mondiale, fu immesso in servizio nella Kriegsmarine con il grado di kapitänleutnant, prestando servizio come Führer der U-Boote in Italia. Dal 16 ottobre 1941 al 29 aprile 1942 fu in servizio nella 5. Uboat-Flottille di Kiel come comandante del sottomarino ex olandese UD-4, che svolse compiti addestrativi nel Mar Baltico. Promosso Korvettenkapitän il 1 febbraio 1942, al compimento del 60º anno di età fu messo in pensione.
Sua moglie Dora b. Schneider (1887-1940), con il quale era sposato dal 1911, morì a Brno nel 1940, e da quel matrimonio la coppia ebbe tre figlie, Martha (Pola, 1913), Anna (Pola, 1914) ed Elisabeth (Brno, 1920). Nel 1943 sposò in seconde nozze Margarethe von Brausewetter.
Fu assassinato il 2 maggio 1945 a Brno da un soldato sovietico, presumibilmente ubriaco, mentre cercava di proteggere una donna in strada da un'aggressione. Venne sepolto senza cerimonie il 4 maggio in una tomba senza lapide accanto alla sua prima moglie. Il 30 marzo 1983 le sue spoglie furono trasferite nella tomba di parenti di una delle sue figlie in occasione di un ampliamento stradale programmato, ma non effettuato. Il suo nome non era ancora autorizzato a comparire sulla sua tomba.
L'11 novembre 2006, il Brnenský mestský strelecký sbor tenne una commemorazione ufficiale per Rudolf Singule alle presenza di rappresentanze militari austriache e ceche presso il cimitero centrale di Brno (Ústřední hřbitov), e in quella occasione fu apposta una lapide commemorativa alla sua tomba.

### Onorificenze austro-ungariche

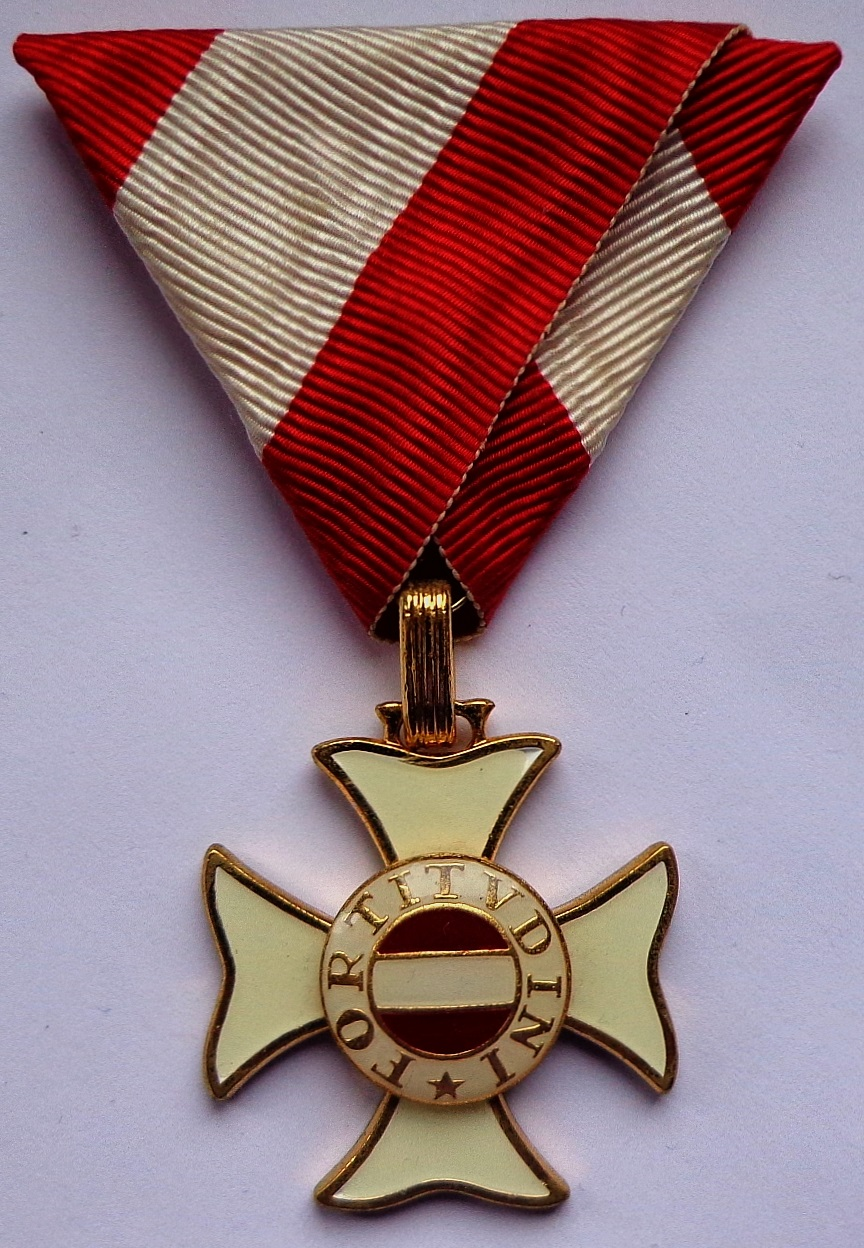
Croce di Cavaliere dell'Ordine militare di Maria Teresa.

### Annotazioni
1. ↑  Fu il 194º militare austro-ungarico ad esserne insignito.

### Fonti
1. 1 2 3 4 5 6 7  Staatsarchiv.
2. 1 2 3 4 5 6 7 8 9 10 11 12  Marineverband.
3. 1 2 3 4 5 6 7  U-Boat.
4. 1 2 3 4  U-Boat.
5. 1 2  Antonellini 2008, p. 219.
6. 1 2 3 4 5 6 7 8 9 10 11  Histomar.